# بيتر كارترايت (محامي)
بيتر كارترايت (بالإنجليزية: Peter Cartwright)‏ هو محامي نيوزيلندي، ولد في 3 مايو 1940 في دنيدن في نيوزيلندا، وتوفي في 17 أبريل 2019 في أوكلاند في نيوزيلندا.